# EP Bank
EP Bank AB (tidigare Erik Penser Bank AB) är en fristående och privatägd nischbank som erbjuder fastighetsfinansiering, kredit- och finansieringssamarbeten samt sparkonton.

## Historik
EP Bank grundades 1994 under namnet Erik Penser Fondkommission av Erik Penser. Under de första åren var verksamheten inriktad på mäkleri inom de svenska aktie- och räntemarknaderna samt på corporate finance. I början av 2000-talet hade verksamheten utökats med kapitalförvaltning och strukturerade produkter.
I september 2008 fick Erik Penser Fondkommission banktillstånd och genomförde samtidigt ett namnbyte till Erik Penser Bankaktiebolag. Samtidigt utökades verksamheten, främst inom analys, private banking och trading. Antalet medarbetare växte under några år i efterdyningarna av den globala finanskrisen till som flest cirka 170 personer 2010.
År 2013 startade Erik Penser Bank med fastighetsfinansiering och 2017 började man erbjuda finansieringssamarbeten till fintech-bolag och andra kreditgivande aktörer. Finansieringsaffärerna utvecklades till att 2022 bli ett eget affärsområde med namnet Financing Solutions.
I slutet av oktober 2023 meddelade Erik Penser Bank att man avyttrade sin värdepappersrörelse till Carnegie Investment Bank. Affären, som slutfördes den 30 november 2023, inkluderade två av bankens tre affärsområden: Wealth Management och Corporate Finance. I affären ingick även varumärket Penser vilket gjorde att banken i november 2024 bytte namn till EP Bank.